# Вахновское сельское поселение (Орловская область)
Вахно́вское се́льское поселе́ние — муниципальное образование в Ливенском районе Орловской области России.
Создано в 2004 году в границах одноимённого сельсовета. Административный центр — деревня Вахново.

## География
Расположено северо-западнее города Ливны, на юго-западе Ливенского района. Через его территорию проходит автомобильная автодорога областного значения Ливны — Долгое, а от неё отходят на запад две автодороги районного значения на село Коротыш и деревню Вожжово.
Местность представляет собой холмистую равнину. Имеет наклон с юго-востока от Опытного Поля (216 м над уровнем моря) на северо-восток к реке Сосне (130 м) по ручью Мокречик.
Протяженность с севера на юг 19,5 км, с запада на восток — 17,5 км.
На северо-западе по реке Сосне Вахновское поселение граничит с Сосновским. С севера с Коротышским, а с северо-востока и востока располагаются Беломестненское и Никольское поселения. По югу граничит с Должанским районом.
Водные ресурсы состоят из рек Сосна и Тим, нескольких озёр, а также ряда прудов населённых пунктов.

## Население
| 2010  | 2012  | 2013  | 2014  | 2015  | 2016  | 2017  |
| ----- | ----- | ----- | ----- | ----- | ----- | ----- |
| 2475  | ↘2412 | ↘2362 | ↘2282 | ↘2205 | ↘2137 | ↘2104 |
| 2018  | 2019  | 2020  | 2021  | 2023  |       |       |
| ↗2105 | ↘2082 | ↘2065 | ↘1577 | ↘1519 |       |       |

## Населённые пункты
В состав сельского поселения (сельсовета) входят 12 населённых пунктов:
| №  | Населённый пункт | Тип     | Население (чел.) |
| -- | ---------------- | ------- | ---------------- |
| 1  | Бараново         | село    | ↗520             |
| 2  | Вахново          | деревня | ↘244             |
| 3  | Введенское       | село    | ↘354             |
| 4  | Дубровка         | деревня | ↘99              |
| 5  | Овечий Верх      | деревня | 1                |
| 6  | Опытное Поле     | посёлок | 0                |
| 7  | Ревякино         | село    | ↘103             |
| 8  | Редькино         | деревня | ↘126             |
| 9  | Росстани         | деревня | ↗958             |
| 10 | Старый Тим       | деревня | 12               |
| 11 | Шебаново         | деревня | 50               |
| 12 | Шлях             | деревня | 8                |

## История, культура и достопримечательности
Основная масса населённых пунктов сельского поселения в соответствии с писцоввыми книгами возникла в XVII веке:195-200. Исключение составляет посёлок Опытное поле возникший в первой половине XX века и в настоящее время не имеющий постоянных жителей.
К историческим достопримечательностям может быть отнесена деревня Шлях получившая своё название от Муравского шляха, который когда-то здесь проходил:195. Необходимо упомянуть и исчезнувшую в 90-х годах XX века деревню Плешково, известную ранее своим гончарным промыслом.
Памятником природы является Вахновский лес, что на слиянии реки Сосны и Тим:198.
На территории поселения имеется ряд братских захоронений Второй мировой войны:234.

## Экономика
На территории поселения работает три сельхозпредприятия — ООО «Коротыш», СП «Бараново» и
ООО «Тим».

## Инфраструктура
На территории сельского поселения находится три средних общеобразовательных школы (Введенская, Барановская и Росстанская), амбулатория (Бараново), три ФАП (Вахновский, Дубровский и Ревякинский), три Сельских Дома Культуры (Барановский, Введенский и Росстанский), четыре отделения связи (Барановское, Вахновское, Введенское и Росстанское), три ОСБ (Барановское, Вахновское и Росстанское), 11 магазинов.

## Транспорт и связь
Населенные пункты поселения связаны между собой и районным центром шоссейными дорогами. В качестве общественного транспорта действует автобусное сообщение с Ливнами и маршрутное такси.
В Вахновском сельском поселении работают 4 сотовых оператора Орловской области:
- МТС
- Билайн, компания Вымпел-Регион
- Мегафон, компания ЗАО Соник дуо
- TELE2
- Yota

## Администрация
Администрация сельского поселения находится в селе Вахново, ул. Центральная, д.44

Её главой является — Домаев Сергей Иванович.